# 安性珉
安性珉（： An Seong-min，2003年8月1日—），STARSHIP娛樂旗下男藝人。2020年4月，作為STARSHIP娛樂新人男子團體CRAVITY成員出道展開活動。

## 個人經歷
CRAVITY時期
2020年2月13日，STARSHIP娛樂宣布推出九人男團。3月15日，公告團名為CRAVITY。4月14日，發行首張迷你專輯《CRAVITY SEASON 1〈HIDEOUT〉REMEMBER WHO WE ARE》正式出道。

## 外部連結
CRAVITY
- CRAVITY的官方Instagram
- CRAVITY的官方Twitter （页面存档备份，存于）
- CRAVITY成員的官方Twitter （页面存档备份，存于）
- CRAVITY的官方Youtube （页面存档备份，存于）
- CRAVITY的官方Vlive
- CRAVITY的官方daum cafe （页面存档备份，存于）

STARSHIP娛樂
- STARSHIP娛樂的官方網站 （页面存档备份，存于）
- STARSHIP娛樂的官方Facebook （页面存档备份，存于）
- STARSHIP娛樂的官方Twitter （页面存档备份，存于）
- STARSHIP娛樂的官方Instagram （页面存档备份，存于）
- STARSHIP娛樂的官方Youtube （页面存档备份，存于）
- STARSHIP娛樂的官方Vlive